# Gümüşpınar, Araban
Gümüşpınar là một xã thuộc huyện Araban, tỉnh Gaziantep, Thổ Nhĩ Kỳ. Dân số thời điểm năm 2011 là 146 người.